# Sachsenring
Народное предприятие Автомобильный завод Заксенринг Цвиккау (нем. VEB Sachsenring Automobilwerke Zwickau) — немецкое автомобилестроительное предприятие, существовавшее  в ГДР. Существовало как автомобилестроительное с 1957 по 1991 годы.

## История
Завод в городе Цвиккау был основан известным немецким инженером и конструктором Аугустом Хорьхом в 1904 году и был назван по фамилии основателя. Компания занималась производством автомобилей как легковых так и грузовых, которые активно использовались во время Первой мировой войны. С 20-х годов фирма сделала ставку на производство легковых автомобилей представительского класса. Компания выпускала в том числе и шасси, на которые сторонние кузовные фирмы устанавливали очень дорогие кузова, созданные по индивидуальным заказам. С 1932 года компания вошла в состав концерна Auto Union. 30-е годы ознаменованы созданием ряда гоночных автомобилей. В годы Второй мировой войны фирма занималась выпуском военной продукции.

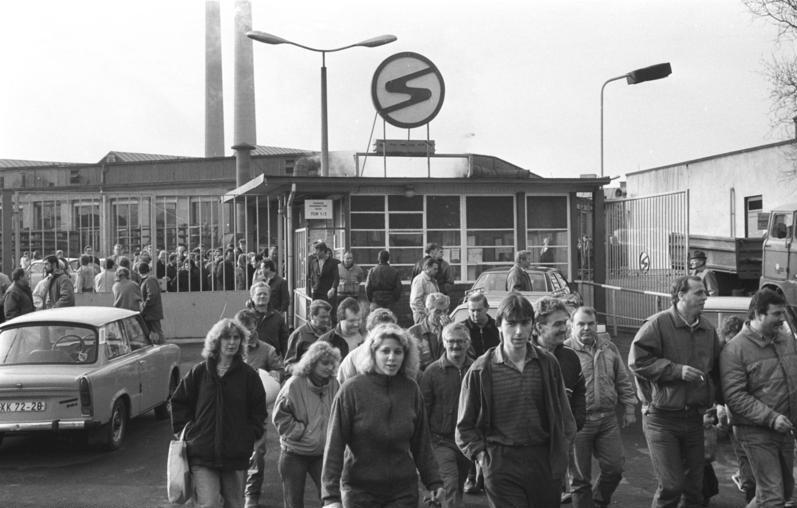
Проходная завода «Заксенринг» (1990)

После войны завод в Цвиккау попал в Советскую оккупационную зону Германии и был национализирован, получив название VEB HORCH Kraftfahrzeug- und Motorenwerke Zwickau (Народное предприятие Хорьх автомобиле- и моторостроительный завод Цвиккау). В 1948 году была предпринята попытка создать модель легкового автомобиля высшего класса Stromlinienlimusine на основе довоенного прототипа Horch 930S 1939 года. Однако, разрушенное народное хозяйство Восточной Германии повсеместно нуждалось в восстановлении, поэтому завод был переквалифицирован на производство грузовых автомобилей. Первая модель грузовика несла марку Horch, имела грузоподъемность 3 тонны и назвалась Н3 (Horch 3 тонны). Она была основана на базе довоенного прототипа Auto Union A1500 и имела прогрессивную по тем временам компоновку с кабиной над двигателем. Попутно завод разработал колёсные трактора RS 01 «Пионер», производство которых было налажено на трактором заводе в Нордхаузене.

Почтовая марка ГДР посвященная предприятию.

В 1949 году на смену грузовой модели H3 пришла Н3А с классической капотной компоновкой. Производство грузовиков велось на заводе в Цвиккау до 1958 года, с этого времени они получили общую марку IFA, но литера H в индексе все ещё говорила о их принадлежности к марке Horch. За это время были также разработаны модели тяжёлых грузовиков H6 и армейского полноприводного G5 с колесной формулой 6х4. Однако их производство было развёрнуто на заводе имени Эрнста Грубе в Вердау. В 1954 году завод вновь вернулся к теме создания легкового автомобиля представительского класса. В 1955 году была представлена модель такого автомобиля Horch P240, с 1957 года получившая название Sachsenring P240. Эта модель выпускалась до 1959 года. В 1957 году завод был переименован в VEB Sachsenring Kraftfahrzeug- und Motorenwerk Zwickau, навсегда утратив имя основателя и автомобильную марку Horch.
В 1958 году завод был объединен с автомобильным заводом Цвиккау (бывшим Audi) в единое предприятие VEB Sachsenring Automobilwerke Zwickau. Здесь развернулось производство «народных автомобилей» марки «Trabant», которое продолжалось до 1991 года. В 60-70-х годах на заводе был разработан ряд опытных образцов, так и не пошедших в производство. В 1992 году завод был продан концерну Volkswagen и был преобразован в предприятие по выпуску автомобильных комплектующих.
| Годы выпуска | Модель                         | Описание                                                                            | Фото |
| ------------ | ------------------------------ | ----------------------------------------------------------------------------------- | ---- |
| 1948         | Horch 930S Stromlinienlimusine | Прототип автомобиля представительского класса, основанный на проекте 1939 года      |      |
| 1947-1949    | IFA (Horch) H3                 | Грузовой автомобиль 3 тонны, создан на основе довоенного проекта                    |      |
| 1949-1958    | IFA (Horch) H3A                | Усовершенствованный 3-тонный грузовой автомобиль                                    |      |
| 1949-1956    | IFA RS01 Pioner                | Сельскохозяйственный колесный трактор, выпускался на тракторном заводе в Нордхаузен |      |
| 1952-1958    | IFA (Horch) H6                 | Грузовой автомобиль 6 тонн, производство велось в Вердау                            |      |
| 1955-1958    | Sachsenring (Horch) P240       | Легковой автомобиль представительского класса                                       |      |
| 1957-1963    | Trabant P50 (500)              | Микролитражный легковой автомобиль первого поколения                                |      |
| 1963-1991    | Trabant 601                    | Микролитражный легковой автомобиль второго поколения                                |      |
| 1989-1991    | Trabant 1.1                    | Модернизированный микролитражный автомобиль с двигателем Volkswagen                 |      |